# Alperen Pak
Alperen Pak (* 5. Dezember 1995 in Ondokuzmayıs) ist ein türkischer Fußballspieler.

## Karriere
Pak durchlief die Nachwuchsabteilung der Vereine Samsun Kadıköyspor und Samsun Yolspor, ehe er 2013 in den Nachwuchs des Traditionsvereins Samsunspor wechselte. Im Mai 2013 erhielt er von diesem Verein einen Profivertrag und spielte fortan neben seiner Tätigkeit für die Reservemannschaft auch für die 1. Mannschaft. Am 30. August 2014 gab er in der Ligapartie gegen Giresunspor sein Profidebüt.
Für die Rückrunde der Saison 2016/17 wurde Pak an den Drittligisten Gümüşhanespor ausgeliehen.